# Union fédérale autonome santé
L'Union fédérale autonome santé  a été fondée le 10 mais 1985, lors de l'Assemblée générale et enregistrée à la Préfecture de Paris sous le N° 17 599. Elle syndique les
personnels des établissements publics de santé, des hospices publics, des maisons de retraite, des établissements pour mineurs ou adultes handicapés ou inadaptés, des centres d’hébergement et de réadaptation sociale. 
Elle est affiliée à la Fédération générale autonome des fonctionnaires. Elle est favorable à un syndicalisme laïc, apolitique et indépendant. 
Lors des élections aux 879 Commissions Administratives Paritaires de la Fonction Publique Hospitalière qui se sont déroulées le 23 octobre 2007, elle a recueilli 2930 voix et dispose de 20 élus départementaux, dont 8 en commission de réforme. Elle regroupe actuellement sept unions départementales.
Le siège d'Union fédérale autonome santé est situé au 2 bis square Georges-Lesage 75012 Paris.